# Vương Hiến Khôi
Vương Hiến Khôi (sinh tháng 7 năm 1952) là chính khách nước Cộng hòa Nhân dân Trung Hoa. Ông từng giữ chức Bí thư Tỉnh ủy Hắc Long Giang, Tỉnh trưởng Chính phủ Nhân dân tỉnh Hắc Long Giang và Phó Bí thư Tỉnh ủy của hai tỉnh Giang Tây, Cam Túc.

## Tiểu sử
Vương Hiến Khôi sinh tháng 7 năm 1952, người huyện Thương, tỉnh Hà Bắc. Ông tham gia công tác từ tháng 3 năm 1971, làm việc cho Phân cục Đường sắt Mẫu Đan Giang, Cục Đường sắt Cáp Nhĩ Tân, Bộ Đường sắt. Tháng 5 năm 1974, ông gia nhập Đảng Cộng sản Trung Quốc. Tháng 10 năm 1976, ông được bổ nhiệm giữ chức Bí thư Đoàn Thanh niên Phân cục Đường sắt Mẫu Đan Giang. Tháng 9 năm 1981 đến tháng 9 năm 1982, ông học tại Đại học Giao thông Hoa Đông ở Nam Xương, tỉnh Giang Tây. Tháng 9 năm 1982 đến tháng 7 năm 1984, ông học chuyên ngành quản lý vận tải đường sắt khoa vận tải tại Đại học Giao thông Tây Nam.
Tháng 7 năm 1984, ông được bổ nhiệm làm Bí thư Đoàn Thanh niên Phân cục Đường sắt Mẫu Đan Giang, Bí thư Đảng ủy Nhà ga Mẫu Đan Giang. Tháng 5 năm 1985, ông được bổ nhiệm giữ chức Bí thư Đảng ủy Phân cục Đường sắt Mẫu Đan Giang. Tháng 5 năm 1996, ông được bổ nhiệm làm Bí thư Đảng ủy Cục Đường sắt Hohhot, Bộ Đường sắt. Tháng 1 năm 1999, ông được bổ nhiệm giữ chức Chủ nhiệm Chính trị Bộ Đường sắt. Tháng 9 năm 1999 đến tháng 7 năm 2002, ông học chuyên ngành quản lý kinh tế lớp nghiên cứu sinh tại chức, Học viện Hàm thụ tại Trường Đảng Trung ương.
Tháng 4 năm 2003, ông được bổ nhiệm làm Phó Bí thư Tỉnh ủy, Trưởng Ban Tổ chức Tỉnh ủy, Hiệu trưởng Trường Đảng Tỉnh ủy Cam Túc. Tháng 3 năm 2004, ông thôi kiêm nhiệm chức vụ Trưởng Ban Tổ chức Tỉnh ủy Cam Túc. Tháng 10 năm 2006, ông được bổ nhiệm giữ chức Phó Bí thư Tỉnh ủy, Hiệu trưởng Trường Đảng Tỉnh ủy Giang Tây.
Tháng 8 năm 2010, ông được bổ nhiệm giữ chức vụ Phó Bí thư Tỉnh ủy, quyền Tỉnh trưởng tỉnh Hắc Long Giang, thay cho Lật Chiến Thư. Tháng 11 năm 2010, ông chính thức được bầu Tỉnh trưởng tỉnh Hắc Long Giang. Tháng 3 năm 2013, ông được bổ nhiệm giữ chức Bí thư Tỉnh ủy Hắc Long Giang, thay cho Cát Bỉnh Hiên. Tháng 6 năm 2013, ông được bầu kiêm nhiệm vị trí Chủ nhiệm Ủy ban Thường vụ Đại hội đại biểu nhân dân tỉnh Hắc Long Giang. Ngày 1 tháng 4 năm 2017, Trương Khánh Vĩ thay Vương Hiến Khôi làm Bí thư mới của Tỉnh ủy Hắc Long Giang.
Ngày 27 tháng 4 năm 2017, Vương Hiến Khôi được bổ nhiệm làm Phó Chủ nhiệm Ủy ban Giáo dục, Khoa học, Văn hóa và Y tế của Quốc hội khóa XII nhiệm kỳ 2013-2018. Ngày 19 tháng 3 năm 2018, hội nghị lần thứ nhất của Quốc hội khóa XIII thông qua bổ nhiệm ông làm Phó Chủ nhiệm Ủy ban Nông nghiệp và Nông thôn của Quốc hội nhiệm kỳ 2018-2023.
Ông là Ủy viên dự khuyết Ủy ban Trung ương Đảng Cộng sản Trung Quốc khóa XVII, Ủy viên Ủy ban Trung ương Đảng Cộng sản Trung Quốc khóa XVIII.